# Dewi Sukarno
Dewi Sukarno (デヴィ・スカルノ Devi Sukaruno?), nombre completo Ratna Sari Dewi Sukarno (ラトナ・サリ・デヴィ・スカルノ Ratona Sari Devi Sukaruno?) nacida como Naoko Nemoto (6 de febrero de 1940), ampliamente conocida en Japón como Dewi Fujin, es una empresaria, personalidad de la televisión y filántropa japonesa. Fue esposa de Sukarno, dictador y primer presidente de Indonesia. 

## Biografía
Naoko Nemoto, de 19 años, conoció a Sukarno, de 57 años, en el bar de azafatas del barrio de Ginza, en Tokio, cerca del Hotel Imperial. Ella era una estudiante de arte y Sukarno estaba en una visita de estado a Japón. Éste se había casado ya en cinco ocasiones.
Naoko se casó con Sukarno en Indonesia en 1962 y se convirtió al Islam, y él le dio el nombre indonesio Ratna Sari Dewi Sukarno; derivado del javanés-sánscrito que significa "la esencia de la joya de una diosa". Tuvieron una hija, Kartika (ahora usa el nombre "Carina"). Sukarno fue derrocado por el general Suharto en un golpe de Estado en 1965 y murió tres años después. 
La viuda Dewi Sukarno se mudó a Europa después del derrocamiento de Sukarno y desde entonces ha vivido en diferentes países, incluyendo Suiza, Francia y los Estados Unidos. A partir de 2008 reside en Shibuya (Tokio). 
En Japón se la conoce comúnmente como Dewi Fujin (デヴィ夫人 Devi Fujin?, literally "Mrs. Dewi" or "Madame Dewi").       
Su vida estuvo relacionada con el agente de los servicios secretos españoles Francisco Paesa.
En muchas ocasiones la opinión pública fue desfavorable, haciendo referencia a su carácter e insultos que dirigía en público. Siempre se mantuvo fiel a las ideas autoritarias de su marido.

## Actividades
Después del golpe de 1967, Dewi tuvo poca participación en la política indonesia. Ella trabajó en el Programa de las Naciones Unidas para el Medio Ambiente (PNUMA).  

## Filmografía
- PriPara Mi ~ nna no Akogare Let's Go PriPari (2016) como Ploria Ōkanda (voz)[3]